# Paul-Henry Gérodias
Paul-Henry Gérodias, francoski general, * 1882, † 1956.